# Edivaldo Martins Fonseca
Edivaldo Martins da Fonseca (nacido en Volta Redonda, Brasil, el 13 de abril de 1962 y fallecido el 13 de enero de 1993 en un accidente automovilístico), fue un futbolista brasileño. Jugó de delantero y su último equipo fue el CA Taquaritinga.

## Selección nacional
Fue internacional con la Selección de fútbol de Brasil, jugó 3 partidos internacionales.

### Participaciones en Copas del Mundo
| Mundial                        | Sede   | Resultado   |
| ------------------------------ | ------ | ----------- |
| Copa Mundial de Fútbol de 1986 | México | 4° de final |

## Clubes
| Club             | País   | Año       |
| ---------------- | ------ | --------- |
| Atlético Mineiro | Brasil | 1982      |
| CA Taquaritinga  | Brasil | 1983      |
| Atlético Mineiro | Brasil | 1984-1987 |
| São Paulo FC     | Brasil | 1987-1990 |
| CF Puebla        | México | 1990      |
| Palmeiras        | Brasil | 1991-1992 |
| Gamba Osaka      | Japón  | 1992      |
| CA Taquaritinga  | Brasil | 1993      |

- Datos: Q2714065